# Lakeland South
Lakeland South é uma Região censo-designada localizada no estado norte-americano de Washington, no Condado de King.

## Demografia
Segundo o censo norte-americano de 2000, a sua população era de 11.436 habitantes.

## Geografia
De acordo com o United States Census Bureau tem uma área de 14,3 km², dos quais 14,0 km² cobertos por terra e 0,3 km² cobertos por água.

## Localidades na vizinhança
O diagrama seguinte representa as localidades num raio de 8 km ao redor de Lakeland South.